# کارل پلیتسکا
کارل پلیتسکا (چکی: Karel Plicka؛ ۱۴ اکتبر ۱۸۹۴ – ۶ مهٔ ۱۹۸۷) انسان‌شناس، عکاس، خواننده و کارگردان فیلم اهل جمهوری چک بود.
از فیلم‌ها یا مجموعه‌های تلویزیونی که وی در آن‌ها نقش داشته‌است، می‌توان به «از میان کوه‌ها، در سراشیبی» (۱۹۲۹) اشاره نمود که برندهٔ مدال زرین نخستین جشنواره فیلم ونیز شد.